# Головко Любов Никифорівна
Любо́в Ники́форівна Головко́ (25 січня 1936, с. Топильна — 13 листопада 2017, Україна) — фахівець книгодрукування, видавець, заслужений працівник культури України, головний редактор (1992—2004), директор державного спеціалізованого видавництва літератури мовами національних меншин України «Етнос» (2004—2012). Дружина Д. Б. Головка.

## Біографічні дані
Народилася 25 січня 1936 року в Топильній Шполянського району Черкаської області.
У 1959 році закінчила Київський університет. З 1959 по 1968 рік працювала у видавництві «Будівельник». З 1968 по 1971 — керівник редакційно-видавничого сектору НДІ будівельного виробництва. Також працювала головним редактором у головній редакції Політвидаву України. 
З 1992 року — головний редактор Головної спеціальної редакції літератури мовами національних меншин України (видавництво «Етнос»), з 2004 року — директор видавництва.
Померла 13 листопада 2017 року.

## Нагороди
- Орден княгині Ольги III ступеня (2004);
- Заслужений працівник культури України[2];
- Довічна державна стипендія (2011)[4].